# Рахья (платформа)
Рахья́ — платформа (до 2003 года — станция) Ириновского направления Октябрьской железной дороги на 29-м километре линии Пискарёвка — Ладожское Озеро (до 1923 года — платформа Торфяная). Расположена в одноимённом посёлке Всеволожского района Ленинградской области.

## Из истории
Станция Торфяная была открыта в составе Ириновской железной дороги в 1892 году.

ТОРФЯНАЯ — станция Ириновской жел. дороги 1 двор, 3 м п., 3 ж. п., всего 6 чел.

ТОРФЯНО-БРИКЕТНЫЙ ЗАВОД Ириновского Промышленного общества — при платформе Ириновской жел. дороги под названием «Торфяная», 1 завод, 3 м п., 4 ж. п., всего 7 чел. (1896 год)

Позднее станция была понижена до платформы.

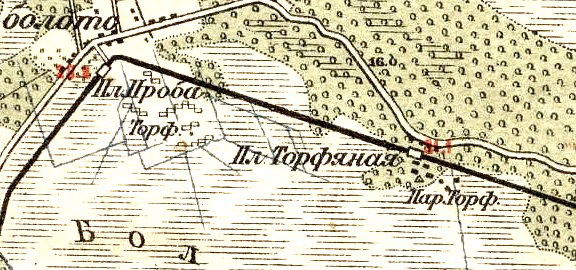
Платформа Торфяная и при ней паровой торфо-брикетный завод. 1909 год

В октябре 1923 года посёлок Торфяное и железнодорожная станция Торфяное, при которой он был построен, были переименованы в честь финского революционера И. А. Рахья.

РАХЬЯ — жел. дор. станция Ириновского сельсовета, 3 хозяйства, 9 душ.

Из них: русских — 2 хозяйства, 5 душ; украинцев — 1 хозяйство, 4 души. (1926 год)

Станция Рахья. 1931 год

В настоящее время ойконим Рахья адаптирован в русском языке. По-русски название произносится с ударением на последний слог — Рахья́.

## Описание
Электрифицирована в 1966 году. Станционное здание закрыто. В Рахье имеют остановку все проходящие через неё пригородные электропоезда.
Примерно до 2000 года Рахья представляла собой станцию с четырьмя станционными путями, двумя подъездными путями: на торфоперегруз (из восточной горловины), а также к животноводческой ферме в посёлке Лепсари (из западной горловины). В 2000 году на станции было 3 пути, стрелки на четвёртый путь были разобраны, сам путь был разобран частично. В 2003 году станция была упразднена, были полностью разобраны все стрелки, частично разобраны все приёмоотправочные и подъездные пути. К 2009—2010 годам входные и выходные светофоры были окончательно заменены проходными.
Даже когда были ликвидированы подъездные пути, станция выполняла функцию разъезда электропоездов, вплоть до её упразднения. После упразднения станции скрещение электропоездов на участке Мельничный Ручей — Ладожское Озеро полностью переброшено на плечи станции Борисова Грива.

## Узкоколейная железная дорога
В посёлке Рахья до 1997—1998 годов существовала узкоколейная железная дорога Ириновского торфопредприятия. Её основное назначение состояло в доставке торфа в посёлок с торфоразработок в окрестностях посёлка. Затем торф перегружали в ширококолейные вагоны. Примерно до 1993 года узкоколейка осуществляла ещё и пассажирские перевозки: существовали рейсы Рахья — Посёлок № 13.

## Фотогалерея

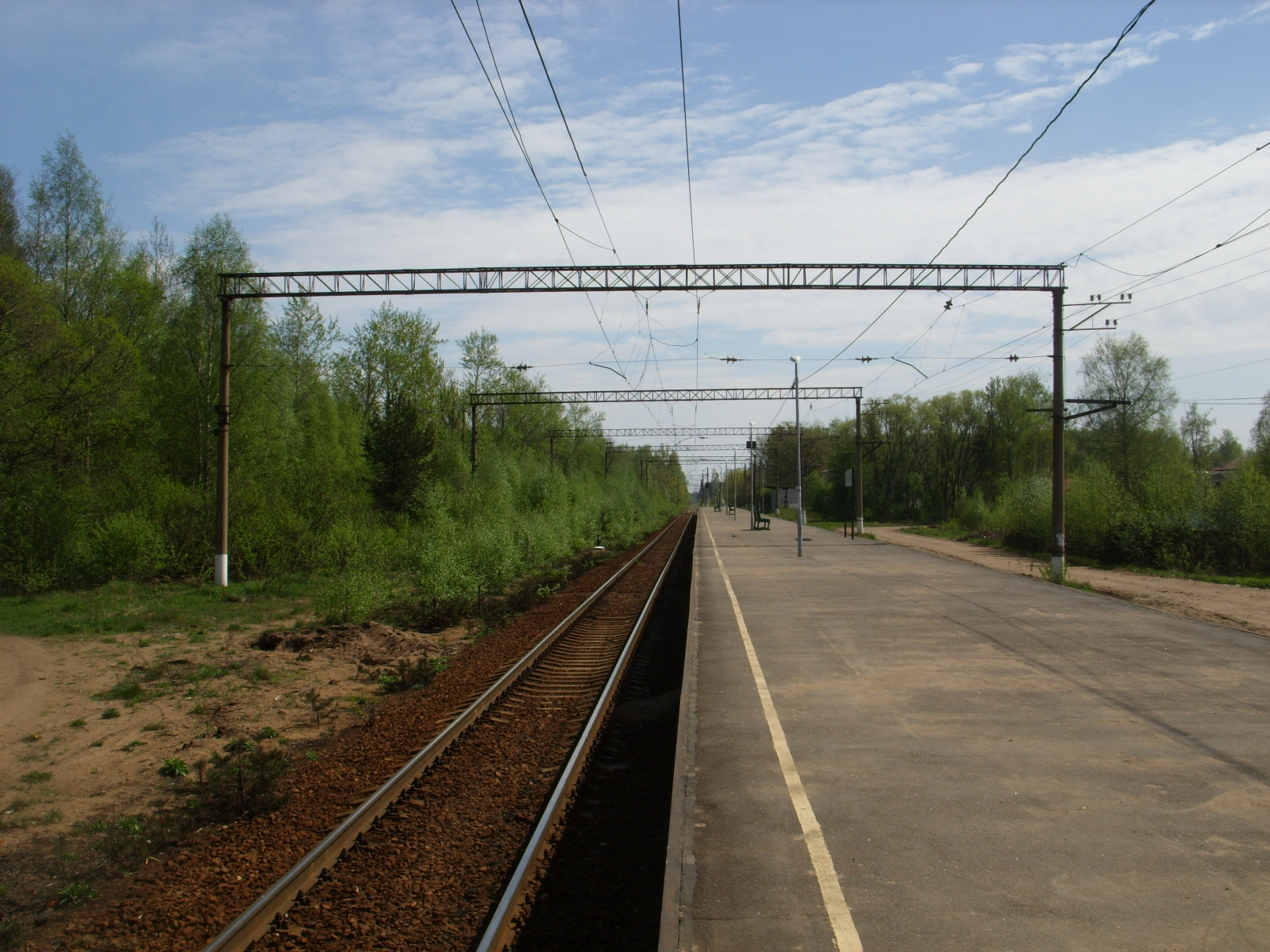
Вид в сторону Ладожского Озера
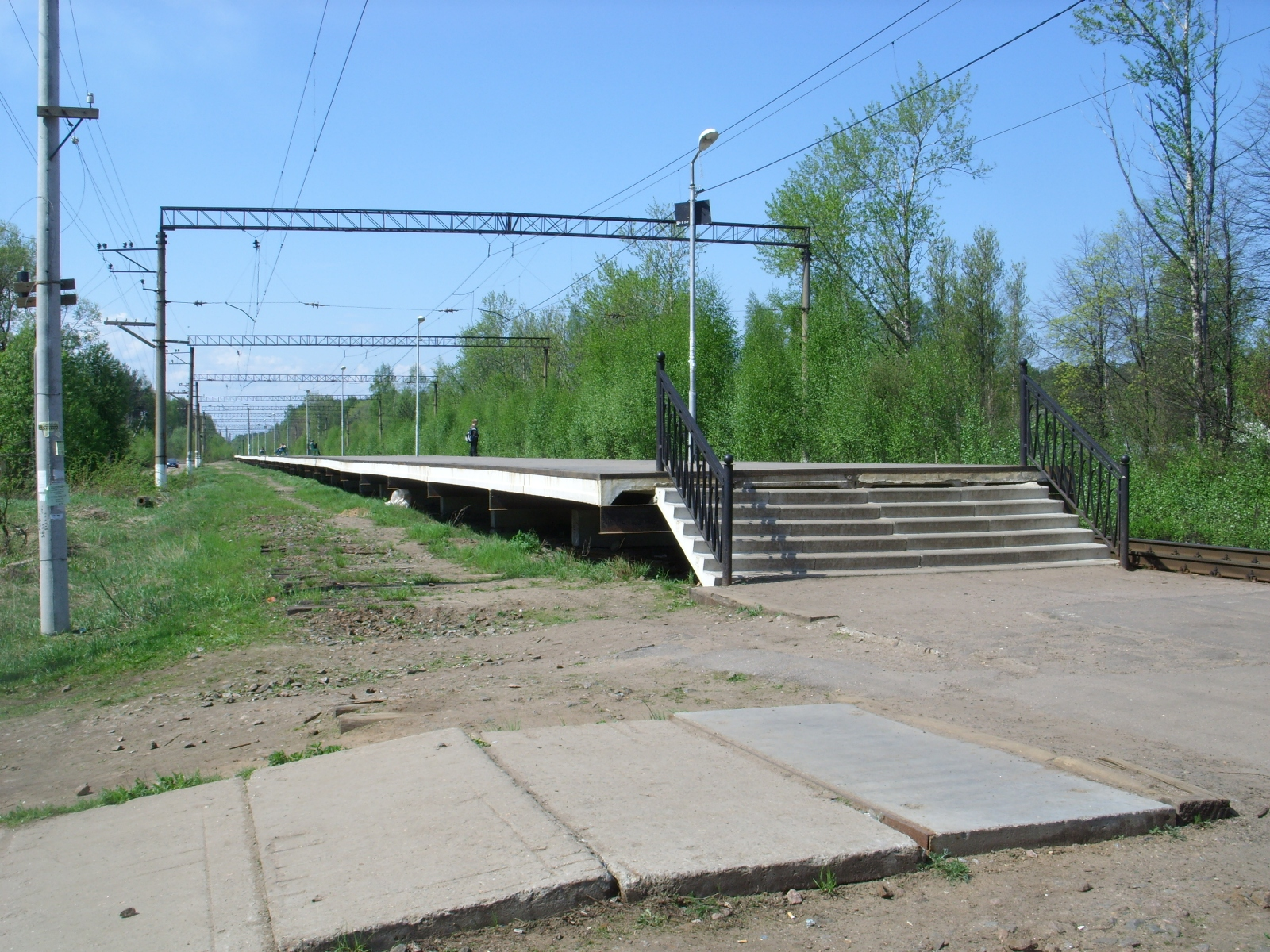
Платформа, слева — остатки второго пути. Вид в сторону Санкт-Петербурга
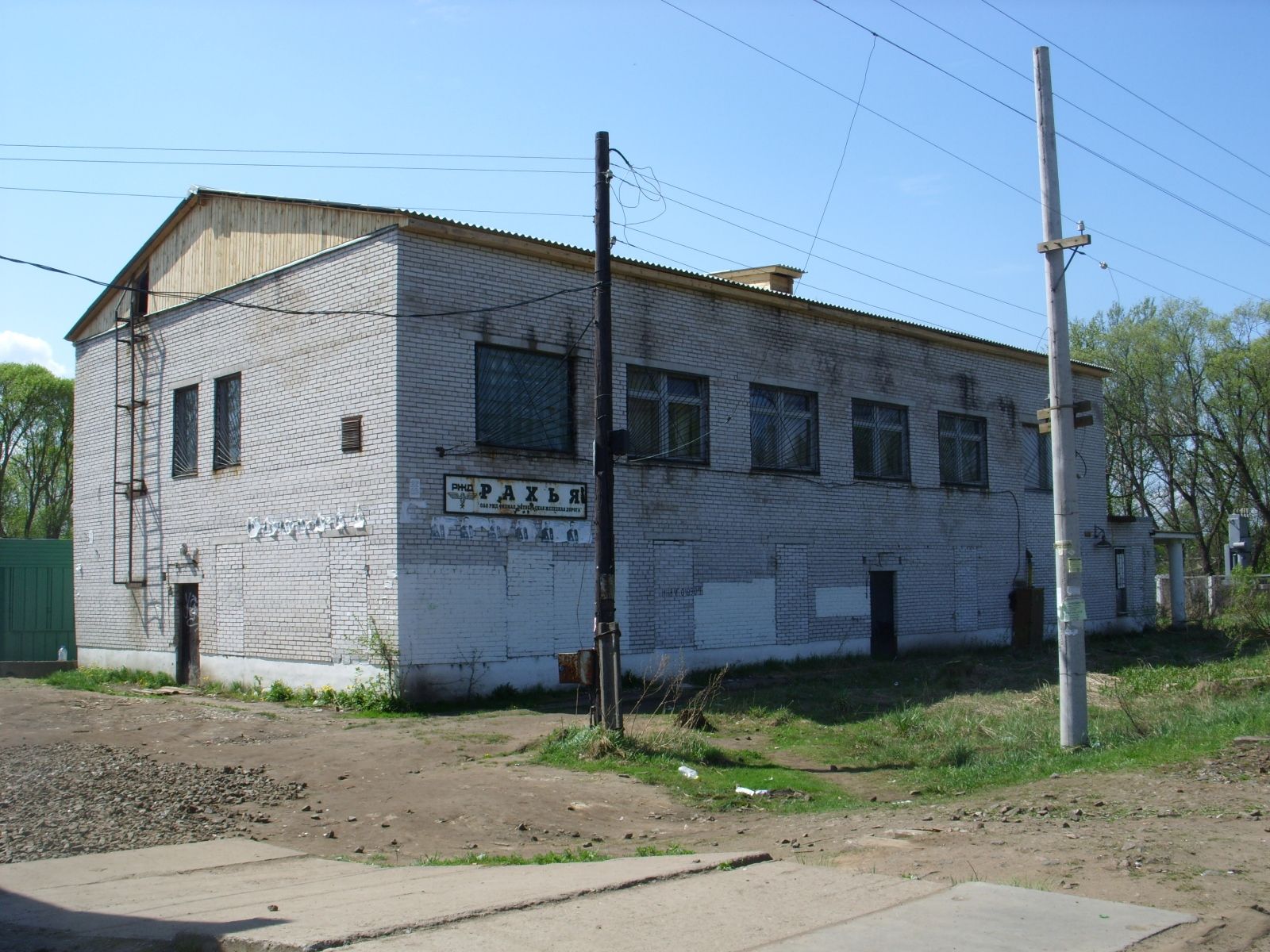
Станционное здание